# علاءالدین (کوثر)
علاءالدین یک روستا در ایران است که در دهستان سنجبد جنوبی واقع شده‌است. مردم این روستا به زبان تاتی سخن می گویند و سنی مذهب هستند. علاءالدین ۱۸۶ نفر جمعیت دارد.